# Tapinoma erraticum
Espèce
Tapinoma erraticum est une espèce de fourmis de la sous-famille Dolichoderinae. Elle est polygyne, chaque colonie comportant plusieurs reines.